# La Bouilladisse
Ne doit pas être confondu avec Bouillabaisse.
La Bouilladisse est une commune française située dans le département des Bouches-du-Rhône, en région Provence-Alpes-Côte d'Azur. Ses habitants, au nombre de 6 194 en 2017, sont appelés les Bouilladissiens et Bouilladissiennes.
La Bouilladisse est jumelée avec la commune de Brezoi, en Roumanie. Le nom en provençal est La Bouiadisso.

## Géographie

### Localisation
La ville compte 6 111 habitants et s'étend sur 12,6 km2, soit une densité de 475,4 habitants par km². La Bouilladisse, située à 11 km au nord d'Allauch, est entourée par les communes de La Destrousse, Peypin et Belcodène. Proche du parc national des Calanques (environ 12 km), la ville est située à 240 mètres d'altitude et elle est traversée par plusieurs cours d'eau, notamment le Merlançon, ainsi que le ruisseau d'Auriguesse.
La Bouilladisse est située sur l'autoroute A52, sortie  33, et est traversée par la route départementale 96.
| Belcodène     | Peynier               | Trets  |
| Peypin        | La Bouilladisse       | Auriol |
| La Destrousse | La Destrousse, Auriol | Auriol |

Les communes limitrophes sont Auriol, Belcodène, La Destrousse, Peynier, Peypin et Trets.

### Climat
Pour des articles plus généraux, voir Climat de Provence-Alpes-Côte d'Azur et Climat des Bouches-du-Rhône.
En 2010, le climat de la commune est de type climat méditerranéen franc, selon une étude du Centre national de la recherche scientifique s'appuyant sur une série de données couvrant la période 1971-2000. En 2020, Météo-France publie une typologie des climats de la France métropolitaine dans laquelle la commune est exposée à un climat méditerranéen et est dans la région climatique  Provence, Languedoc-Roussillon, caractérisée par une pluviométrie faible en été, un très bon ensoleillement (2 600 h/an), un été chaud (21,5 °C), un air très sec en été, sec en toutes saisons, des vents forts (fréquence de 40 à 50 % de vents > 5 m/s) et peu de brouillards. 
Pour la période 1971-2000, la température annuelle moyenne est de 13,9 °C, avec une amplitude thermique annuelle de 16,3 °C. Le cumul annuel moyen de précipitations est de 660 mm, avec 6,3 jours de précipitations en janvier et 1,8 jours en juillet. Pour la période 1991-2020, la température moyenne annuelle observée sur la station météorologique de Météo-France la plus proche, « La Destrousse_sapc », sur la commune de La Destrousse à 2 km à vol d'oiseau, est de 14,5 °C et le cumul annuel moyen de précipitations est de 716,4 mm. 
La température maximale relevée sur cette station est de 43,1 °C, atteinte le 28 juin 2019 ; la température minimale est de −13,2 °C, atteinte le 11 février 2012,,. 
| Mois                                  | jan.          | fév.           | mars          | avril         | mai         | juin          | jui.          | août          | sep.          | oct.          | nov.          | déc.          | année      |
| ------------------------------------- | ------------- | -------------- | ------------- | ------------- | ----------- | ------------- | ------------- | ------------- | ------------- | ------------- | ------------- | ------------- | ---------- |
| Température minimale moyenne (°C)     | 1,2           | 0,7            | 3,3           | 6,3           | 9,6         | 13,5          | 15,9          | 15,3          | 12,4          | 9,2           | 5,2           | 1,9           | 7,9        |
| Température moyenne (°C)              | 6,6           | 6,9            | 9,8           | 13,1          | 16,7        | 21            | 23,7          | 23,4          | 19,6          | 15,4          | 10,6          | 7,3           | 14,5       |
| Température maximale moyenne (°C)     | 12            | 13             | 16,4          | 19,8          | 23,8        | 28,6          | 31,6          | 31,4          | 26,8          | 21,7          | 16,1          | 12,8          | 21,2       |
| Record de froid (°C) date du record   | −8,5 17.01.17 | −13,2 11.02.12 | −5,4 16.03.13 | −4,1 08.04.21 | 1 07.05.19  | 6,6 13.06.19  | 9,8 15.07.16  | 8,5 18.08.14  | 3,8 21.09.17  | −1,9 22.10.07 | −6 18.11.07   | −6,6 21.12.09 | −13,2 2012 |
| Record de chaleur (°C) date du record | 21,8 28.01.08 | 22,4 24.02.20  | 25,3 30.03.12 | 28,4 21.04.18 | 35 23.05.09 | 43,1 28.06.19 | 39,1 31.07.17 | 40,1 23.08.23 | 35,8 04.09.23 | 30,9 08.10.23 | 24,6 01.11.22 | 22,2 30.12.21 | 43,1 2019  |
| Précipitations (mm)                   | 60,6          | 45,5           | 53,6          | 64,1          | 52,5        | 53,6          | 17,8          | 25,8          | 57            | 99,5          | 111,7         | 74,7          | 716,4      |

| Diagramme climatique                                  |           |             |             |             |              |              |              |            |             |              |             |
| J                                                     | F         | M           | A           | M           | J            | J            | A            | S          | O           | N            | D           |
| 121,260,6                                             | 130,745,5 | 16,43,353,6 | 19,86,364,1 | 23,89,652,5 | 28,613,553,6 | 31,615,917,8 | 31,415,325,8 | 26,812,457 | 21,79,299,5 | 16,15,2111,7 | 12,81,974,7 |
| Moyennes : • Temp. maxi et mini °C • Précipitation mm |           |             |             |             |              |              |              |            |             |              |             |

Les paramètres climatiques de la commune ont été estimés pour le milieu du siècle (2041-2070) selon différents scénarios d'émission de gaz à effet de serre à partir des nouvelles projections climatiques de référence DRIAS-2020. Ils sont consultables sur un site dédié publié par Météo-France en novembre 2022.

## Urbanisme

### Typologie
Au 1er janvier 2024, La Bouilladisse est catégorisée ceinture urbaine, selon la nouvelle grille communale de densité à 7 niveaux définie par l'Insee en 2022.
Elle appartient à l'unité urbaine de Marseille-Aix-en-Provence, une agglomération inter-départementale dont elle est une commune de la banlieue,. Par ailleurs la commune fait partie de l'aire d'attraction de Marseille - Aix-en-Provence, dont elle est une commune de la couronne,. Cette aire, qui regroupe 115 communes, est catégorisée dans les aires de 700 000 habitants ou plus (hors Paris),.

### Occupation des sols
L'occupation des sols de la commune, telle qu'elle ressort de la base de données européenne d’occupation biophysique des sols Corine Land Cover (CLC), est marquée par l'importance des forêts et milieux semi-naturels (54,4 % en 2018), une proportion sensiblement équivalente à celle de 1990 (53,6 %). La répartition détaillée en 2018 est la suivante :
forêts (40,9 %), zones urbanisées (22,4 %), zones agricoles hétérogènes (20,7 %), milieux à végétation arbustive et/ou herbacée (13,5 %), terres arables (2 %), zones industrielles ou commerciales et réseaux de communication (0,6 %). L'évolution de l’occupation des sols de la commune et de ses infrastructures peut être observée sur les différentes représentations cartographiques du territoire : la carte de Cassini (XVIIIe siècle), la carte d'état-major (1820-1866) et les cartes ou photos aériennes de l'IGN pour la période actuelle (1950 à aujourd'hui).

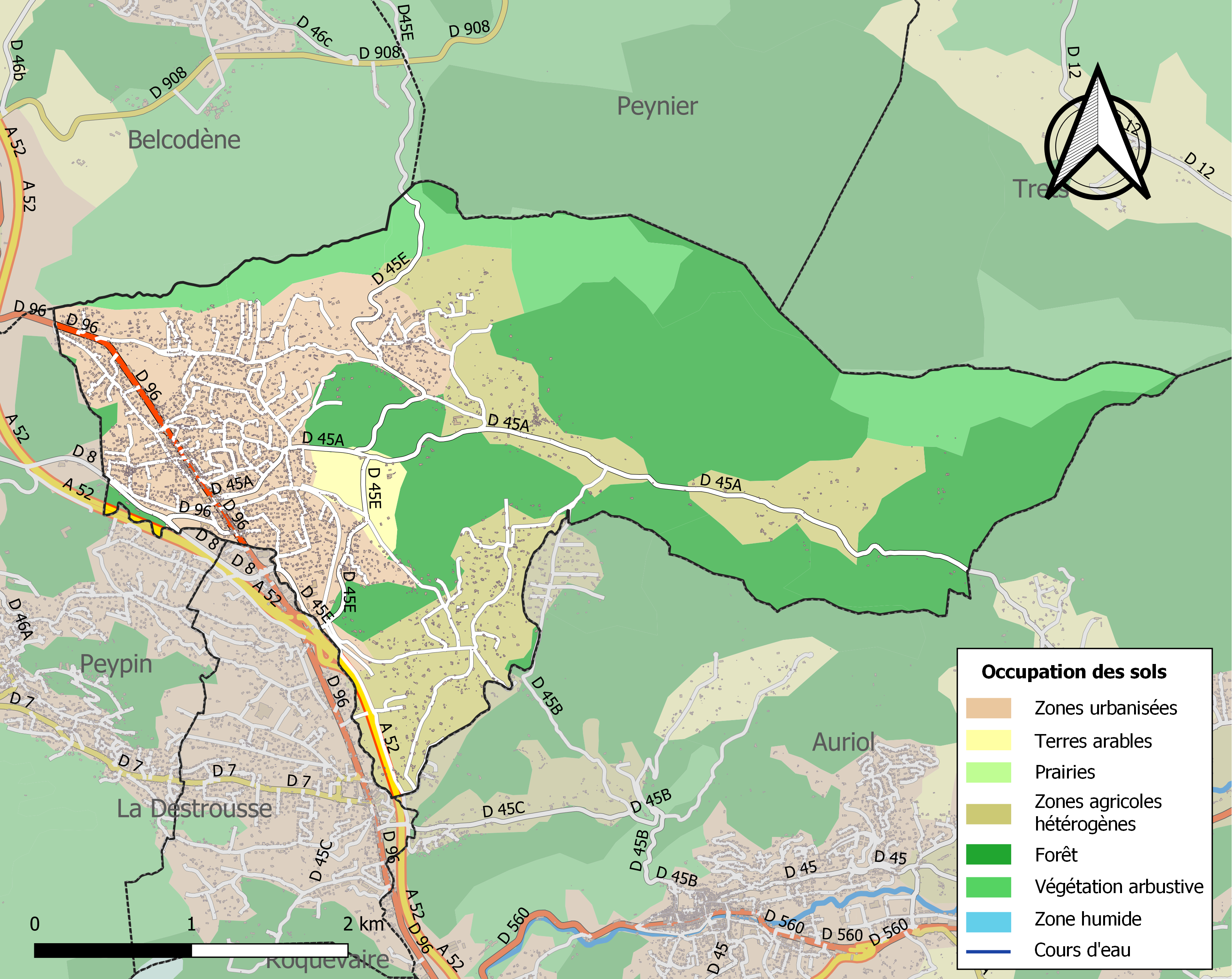
Carte des infrastructures et de l'occupation des sols de la commune en 2018 (CLC).

## Toponymie
Attestée sous les formes Leborina en 1279, du latin lepus, leporis (« lièvre ») et suffixe -ina), La Bourine en 1880 puis "La Bouilladisse" en 1909 qui évoque une source particulièrement « turbulente, bouillonnante ».

## Histoire

### Faits historiques
Histoire institutionnelle : 49 ans après sa première demande de séparation, la commune a été créée le 6 juillet 1880 sous le nom de La Bourine par scission de plusieurs hameaux d'Auriol (commune voisine des Bouches-du-Rhône). La commune a été baptisée "La Bouilladisse" le 26 mai 1909.
Après la grève des mineurs de 1948, le maire de la commune qui avait soutenu le mouvement est suspendu.

### Du débarquement de Provence à la libération de La Bouilladisse

Canon allemand sur rail prêt à bombarder Toulon depuis La Bouilladisse (16 août 1944).

Dans la nuit du 14 au 15 août 1944, l’opération Anvil Dragoon coordonnée par les Alliés est en cours entre Toulon et Cannes. A vol d’oiseau, Toulon se trouve à une distance de 40 km de La Bouilladisse, où la courbure de la voie ferrée rend le site idéal pour l’installation d’une une pièce d’artillerie lourde sur voie ferrée ; de plus, le tunnel de Saint Vincent à Roquevaire (Pont de Joux), d’une longueur de 222 mètres offre un abri pour protéger le convoi ferroviaire, dont le wagon supportant le canon mesure 41 mètres, et bénéficie également de la protection de la garnison allemande située dans les bunkers et fortifications de Roquevaire[Quoi ?].
Le 16 août 1944, une pièce de 28-cm-Kanone 5 (E), l’Eisenbahnbatterie 749, est positionnée dans la courbe près du stade (actuel[Quand ?] stade Robert Conti, Quartier Les Roquettes). La courbure de la voie ferrée à ce niveau permet d’ajuster l’azimut du tir sur plus de 180°, et l’élévation du canon permet de définir la distance à la cible pour réaliser un tir en cloche au-dessus de la Sainte-Baume pour frapper les Alliés dans la rade de Toulon.
Toute la journée du 16 août, la « Schlanke Bertha » (« Mince Bertha », mais traduit en « Grosse Bertha » par la Résistance) tire à une cadence moyenne de 8 coups par heure, chaque obus pesant 255 kg. Les résistants de La Bouilladisse décident d’empêcher la « Grosse Bertha » de revenir. L’empêcher de bombarder Toulon participe à l’effort des Alliés dans leur reconquête de la Provence, mais doit aussi empêcher que le village ne devienne une cible des bombardements alliés. Dans le village, les craintes d’attaques sont vives. Par précaution, la population se réfugie dans des cabanons éparpillés dans la campagne. Dans la nuit du 16 au 17 août 1944, une équipe de six mineurs, composée d’Antoine Albaladéjo, l’aîné, et cinq de ces camarades, Roger Silva, Lucien Eyssautier, Joseph Moreno, Michel Cano, et Joseph Pedreno se glissent le long de voie ferrée et y placent des charges de dynamite et des détonateurs. L’explosion détruit le pont du chemin de fer des Playes, empêchant le canon allemand de tirer sur Toulon,.
Leur chef, Antoine Albaladéjo, né le 18 avril 1918 à Carthagène et sous-officier instructeur d'artillerie légère au sein de l’infanterie coloniale, 
est recruté le 13 novembre 1943 par le détachement Francs-tireurs et partisans du bassin minier de Provence, assure la direction du groupe de Résistance de la Bouilladisse jusqu'au 31 août 1944. En hommage, le 22 juin 2010, le parking des Roquettes est baptisé parking Antoine-Albaladéjo par la commune de La Bouilladisse.

## Politique et administration

### Tendances politiques et résultats
Élections municipales de 2008 : le 9 mars 2008, la liste d'union de la gauche et du rassemblement des démocrates conduite par le maire sortant André Jullien est élue au premier tour (50,44 %) devant la liste Union pour un mouvement populaire menée par Éric Jouve (36,08 %) et la liste Nouveau Centre conduite par Guy Vincent (13,48 %).
Élections municipales de 2014 : le 24 mars 2014, la liste Union citoyenne et démocrate conduite par le maire sortant André Jullien est élue au premier tour (60,15 %), devant la liste Union de la droite menée par Alain Boutboul (39,85 %).
Élections municipales de 2020 : le 15 mars 2020, la liste « La Bouilladisse notre bien commun » conduite par José Morales est élue au premier tour (63,58 %) devant la liste « Pour une Bouilladisse dynamique » menée par Alain Boutboul (36,41 %).

### Liste des maires
| Période      | Période      | Identité             | Étiquette | Qualité |
| ------------ | ------------ | -------------------- | --------- | --- |
| 1880         | 1882         | Alphonse Velin       |           | |
| 1882         | 1888         | Joseph Imbert        |           | |
| 1888         | 1896         | Marius Suzanne       |           | |
| 1896         | 1913         | Jean Baptiste Michel |           | |
| 1913         | 1922         | Célestin Cazalic     |           | |
| 1922         | mai 1945     | Nicolas Négrel       |           | |
| mai 1945     | mars 1971    | Isidore Gautier      | PCF       | Conseiller général du canton de Roquevaire (1957-1976)                                                                                 |
| mars 1971    | janvier 1998 | Francis Pellissier   | PCF       | Conseiller général du canton de Roquevaire (1976-2008)                                                                                 |
| janvier 1998 | mars 2020    | André Jullien        | PCF       | Retraité Vice-président de la Communauté d'agglomération du pays d'Aubagne                                                             |
| mars 2020    | En cours     | José Morales         | PCF       | Architecte, maître de conférences et président du conseil d'administration de l'École Nationale Supérieure d’Architecture de Marseille |

## Population et société

### Démographie
L'évolution du nombre d'habitants est connue à travers les recensements de la population effectués dans la commune depuis 1881. Pour les communes de moins de 10 000 habitants, une enquête de recensement portant sur toute la population est réalisée tous les cinq ans, les populations de référence des années intermédiaires étant quant à elles estimées par interpolation ou extrapolation. Pour la commune, le premier recensement exhaustif entrant dans le cadre du nouveau dispositif a été réalisé en 2008.

En 2022, la commune comptait 6 447 habitants, en évolution de +5,09 % par rapport à 2016 (Bouches-du-Rhône : +2,48 %, France hors Mayotte : +2,11 %).
| 1881  | 1886  | 1891  | 1896  | 1901  | 1906  | 1911  | 1921  | 1926  |
| ----- | ----- | ----- | ----- | ----- | ----- | ----- | ----- | ----- |
| 1 378 | 1 315 | 1 304 | 1 236 | 1 329 | 1 410 | 1 332 | 1 243 | 1 521 |

| 1931  | 1936  | 1946  | 1954  | 1962  | 1968  | 1975  | 1982  | 1990  |
| ----- | ----- | ----- | ----- | ----- | ----- | ----- | ----- | ----- |
| 1 575 | 1 400 | 1 507 | 1 601 | 1 715 | 1 959 | 2 231 | 3 117 | 4 115 |

| 1999  | 2006  | 2008  | 2013  | 2018  | 2022  | - | - | - |
| ----- | ----- | ----- | ----- | ----- | ----- | - | - | - |
| 4 904 | 5 561 | 5 743 | 6 046 | 6 254 | 6 447 | - | - | - |

### Manifestations culturelles et festivités
Retrouvez toutes les festivités et manifestations culturelles de la ville de La Bouilladisse dans cet agenda

## Économie
Un marché est ouvert chaque jeudi matin, de 8 heures à 12 heures 30, sur la place de la Mairie.

## Culture et patrimoine

### Lieux et monuments
- Église Saint-Laurent, construite en 1911 ;
- Chapelle de La Bourine, construite en 1782 ;
- Oratoire du hameau Le Pigeonnier ;
- Château de Velin-Tournon, XVIIIe siècle ;
- Château de la Malvésine, XVIIIe siècle ;
- La grotte du Tonneau ;
- La grotte de Janet ;
- La grotte de la Rate-Penade ;
- La grotte de l’Escargot[25].

### Personnalités liées à la commune
- Félix Lescure, poète provençal qui a donné son nom à une rue à La Bouilladisse et à une place à Gréasque.
- Guy Benarroche, homme politique, élu sénateur en 2020, habitant de La Bouilladisse.
- Laurent Artufel, acteur, a vécu à la Bouilladisse de 1985 à 1995 ; il fut décoré par la ville de la médaille du Mérite suite à son entrée au conservatoire national de musique de Marseille[26].
- Émile Soleil (né en 2020) y est inhumé le 8 février 2025.

### Héraldique
| Armes de La Bouilladisse | Les armes peuvent se blasonner ainsi : D'or à quatre pals de gueules, au chef d'or à un loriot de sinople perché sur une branche du même, accosté de deux B affrontés de sable. |